# Arces
Arces es una población y comuna francesa, en la región de Nueva Aquitania, departamento de Charente Marítimo, en el distrito de Saintes y cantón de Cozes. Es etapa del Camino de Santiago.
Arces es la denominación oficial recogida por el INSEE, aunque también se usa la forma Arces-sur-Gironde.

## Demografía
| 511 | 484 | 423 | 430 | 485 | 561 |
| Para los censos de 1962 a 1999 la población legal corresponde a la población sin duplicidades (Fuente: INSEE [Consultar]) |     |     |     |     |     |